# Le Gars épatant
Pour plus de détails, voir Fiche technique et Distribution.
Le Gars épatant (Swell Guy) est un  film américain en noir et blanc réalisé par Frank Tuttle, sorti en 1946.

## Synopsis
Quasiment personne ne sait, dans sa ville natale, que Jim Duncan est un scélérat. Il était parti travailler comme correspondant de guerre, mais a perdu son emploi et a abandonné sa femme. Depuis, il loge gratuitement dans sa famille, ruse auprès des gens pour se faire entretenir, joue aux jeux d'argent et poursuit de ses assiduités la mondaine Marian Tyler, qui fréquente par ailleurs Mike O'Connor. Accablé de dettes, la mère de Jim le prie de partir...

## Fiche technique
- Titre français : Le Gars épatant
- Titre original : Swell Guy
- Réalisation : Frank Tuttle, d'après la pièce de Gilbert Emery, The Hero (1921)
- Scénario : Richard Brooks
- Producteur : Mark Hellinger
- Société de production :
- Société de distribution : Universal Pictures
- Musique : Frank Skinner
- Photographie : Tony Gaudio
- Montage : Edward Curtiss
- Pays d'origine : États-Unis
- Format : noir et blanc - 1.37:1 - son mono (Western Electric Recording)
- Genre : drame
- Durée : 87 minutes
- Dates de sortie : 
  - États-Unis : 15 décembre 1946
  - France : 19 octobre 1951

## Distribution
- Sonny Tufts : Jim Duncan
- Ann Blyth : Marian Tyler
- Ruth Warrick : Ann Duncan
- William Gargan : Martin Duncan
- Mary Nash : Sarah Duncan
- Thomas Gomez : Dave Vinson
- John Craven : Mike O'Connor
- Millard Mitchell : Steve
- John Litel : Arthur Tyler
- Donald Devlin : Tony Duncan
- Vince Barnett : Sam Burns
- Anne O'Neal : la femme de Sam
- Patrick McVey : Ray Link